# اندی دورمن
اندی دورمن (انگلیسی: Andy Dorman؛ زادهٔ ۱ مهٔ ۱۹۸۲) بازیکن فوتبال اهل بریتانیا است.
از باشگاه‌هایی که در آن بازی کرده‌است می‌توان به باشگاه فوتبال کریستال پالاس، باشگاه فوتبال سنت میرن، باشگاه فوتبال بریستول راورز، و نیوانگلند رولوشن اشاره کرد.
وی همچنین در تیم ملی فوتبال ولز بازی کرده‌است.